# Ла Бруна (Перуђа)
Ла Бруна је насеље у Италији у округу Перуђа, региону Умбрија.
Према процени из 2011. у насељу је живело 175 становника. Насеље се налази на надморској висини од 229 м.